# Gieorgij Buszen
Gieorgij Władimirowicz Buszen, ros. Георгий Владимирович Бушен (ur. 26 listopada 1888 r. w guberni petersburskiej, zm. 3 stycznia 1934 r. w Paryżu) – rosyjski wojskowy (pułkownik), emigracyjny działacz kombatancki, publicysta.
Ukończył Suworowski Korpus Kadetów, a następnie Konstantynowską Szkołę Wojskową. Brał udział w I wojnie światowej. Służył w 60 Brygadzie Artylerii, dochodząc do stopnia kapitana. W 1918 r. wstąpił do Armii Północno-Zachodniej gen. Nikołaja Judenicza. Mianowano go pułkownikiem. Po klęsce wojsk Białych w styczniu 1920 r., przybył do Polski, gdzie objął dowództwo 2 Pułku Artylerii 2 Dywizji Piechoty nowo formowanej 3 Armii Rosyjskiej. W 1931 r. poprzez Gdańsk wyjechał do Francji. Przewodniczył Związkowi Liwienców we Francji i Stowarzyszeniu Ułan Odeskich. Pełnił funkcję zastępcy przewodniczącego Związku Żołnierzy Armii Północno-Zachodniej generała Nikołaja Judenicza. Był też sekretarzem Stowarzyszenia Artylerzystów Rosyjskich we Francji, na zebraniach którego występował z wykładami i odczytami. W latach 1930–1933 był korespondentem paryskim czasopisma emigracyjnego „Służba swiazi liwiencew”. Pisał artykuły do pisma „Artillerijskij żurnał”.